# Spinosaurus
Spinosaurus ("trnoviti gušter") je rod dinosaura teropoda koji je živio u današnjoj sjevernoj Africi, u periodu Krede, od prije 106 do 93,5 milijuna godina. Ovaj rod je prvi put otkriven u Egiptu, tijekom 1910-ih godina, a opisao ga je njemački paleontolog Ernst Stromer. Ti ostaci su bili uništeni u Drugom svjetskom ratu, ali je nedavno otkriveno još materijala. Nije još uvijek jasno postoji li jedna ili dvije vrste. Najpoznatija vrsta je S. aegyptiacus iz Egipta, ali je u Maroku pronađena još jedna (moguća) vrsta, S. maroccanus.
Spinosaurus je možda bio najveći od svih dinosaura mesoždera, čak i veći od tiranosaura i Giganotosaurusa. Procjene koje su bile objavljene 2005. i 2007. godine ukazuju na to da je bio dug između 12,6 i 18 metara, a bio težak između 7 i 20,9 tona. Lubanja Spinosaurusa je bila duga i uska kao kod današnjih krokodila. Prepoznatljive kralješne bodlje Spinosaurusa, koje su zapravo bile ekstenzije kralježaka, bile su duge najmanje 1,69 m i vjerojatno ih je povezivala koža, pa je tako nastajala struktura slična jedru; neki su autori, međutim, predložili da su bile pokrivene mišićima i da su tako formirale grbu. Smišljeno je više funkcija za ovu strukturu, uključujući i termoregulaciju i udvaranje.
Spinosaurus je vjerojatno hodao na dvije noge većinu vremena, ali je možda ponekada hodao i na četiri. Smatra se da je jeo ribu; postoje i dokazi da je živio i u vodi i na tlu, kao današnji krokodil.

## Opis
Spinosaurus je poznat po svojoj izduženoj lubanji, veličini i po svom jedru ili grbi.

### Lubanja
Njuška je bila uska s pravim kupastim zubima na kojima nije bilo nazubljenja. Imao je šest do sedam zuba s obje strane prednjeg dijela gornje čeljusti, u premaxillai, i još dvanaest u maxillai i iza nje. Drugi i treći zub s obje strane su bili znatno veći od ostalih zuba premaxillae i tako su tvorili prostor između sebe i velikih zuba u maxillai; veliki zubi u donjoj čeljusti su ulazili u ovaj prostor kada su čeljusti bile zatvorene. Vrh njuške na kojem su bili tih nekoliko velikih zuba je bio proširen, a postojala je i malena krijesta ispred očiju. Koristeći dimenzije tri primjerka po imenu MSNM V4047, UCPC-2 i BSP 1912 VIII 19, i pretpostavljajući da je postorbitalni dio lubanje primjerka MSNM V4047 imao oblik sličan postorbitalnom dijelu lubnje Irritatora, Dal Sasso et al. (2005.) je procijenio da je lubanja Spinosaurusa bila duga 1,75 m. Rekonstrukcija dužine lubanje Dal Sasso et al.-a je upitna jer oblici lubanja među spinosauridima mogu varirati i među vrstama.

### Veličina
Od svog otkrića, Spinosaurus je bio natjecateljem za najdužeg i najvećeg teropoda. I Friedrich von Huene (1926. godine) a i Donald F. Glut (1982. godine) su ga u svojim istraživanjima svrstali među najmasivnije teropode, jer su dugi oko 15 metara i teže više od 6 tona. Gregory Paul ga je 1988. godine također izabrao kao najdužeg teropoda, s dužinom od 15 m, ali je procijenio da mu je masa bila manja, oko 4 tone.
Dal Sasso et al. (2005.) su pretpostavili da su Spinosaurus i Suchomimus imali iste tjelesne porporcije u odnosu na dužinu lubanje, i po tome su izračunali da je Spinosaurus bio dug 16 do 18 metara i težio 7 do 9 tona. Procjene Dal Sasso et al.-a su bile kritizirane jer su procjene dužine lubanje bile sporne i (pretpostavljajući da se tjelesna masa povećava s kubom dužine tijela), mjerenjem Suchomimusa koji je bio dug oko 11 metara i težak 3,8 tona, Spinosaurus bi imao tjelesnu masu od 11,7 do 16,7 tona.
François Therrien i Donald Henderson su, u jednom članku iz 2007. godine, mjerenjem dužine lubanje osporili prijašnje procjene veličine Spinosaurusa, jer su smatrali da je dužina bila prevelika, a težina premalena. Na osnovu dužina lubanja od 1,5 do 1,75 m, mogli su biti dugi između 12,6 i 14,3 metara, s tjelesnom masom od 12 do 20,9 tona. Donja granica ove procjene ukazuje na to da je Spinosaurus bio lakši i kraći od Carcharodontosaurusa i Giganotosaurusa. Procjena Therriena i Hendersona je bila kritizirana zbog izbora teropoda korištenih za usporedbu (npr. većina teropoda korištenih za postavljanje inicijalnih jednadžbi su bili tiranosauridi i pripadnici Carnosauria, koji su drugačije građeni od spinosaurida) i zbog pretpostavke da je lubanja Spinosaurusa mogla biti duga samo 1,5 m. Poboljšanja u preciznosti u procjeni veličine za Spinosaurusa zahtijevaju cjelovitije ostatke, kao kod nekih drugih dinosaura.

### Jedro ili grba
Vrlo dugačke bodlje koje su izrastale iz kralježaka Spinosaurusa formirale su "jedro". Dužine tih bodlji su više od 10 puta prelazile dijametar kralježaka iz kojih su izrasle. Bodlje su bile neznatno duže pri kraju nego pri početku i nisu bile slične tankim "šibama" Edaphosaurusa i Dimetrodona, ali nisu ni bile tako debele kao kod iguanodonta Ouranosaurusa.
Jedro Spinosaurusa je bilo neobično, iako su i neki drugi dinosauri imali slične strukture, kao i navedeni pripadnik Ornithischia Ouranosaurus, koji je živio na istim prostorima kao Spinosaurus nekoliko milijuna godina ranije; južnoamerički sauropod Amargasaurus je možda imao slične prilagodbe na kralješcima. Jedro je možda analogno jedru permskog sinaspida Dimetrodona, koji je živio prije nego što su se dinosauri uopće pojavili; takve sličnosti su nastale zbog paralelne evolucije.
Struktura je možda bila slična grbi, a ne jedru, kako je 1915. godine naglasio Stromer ("nekome bi se možda više svidjela ideja o postojanju velike grbe s mašću koju su podupirale bodlje") i 1997. godine Jack Bowman Bailey. U podršku ovoj hipotezi "bizonove grbe" Bailey je argumentirao da su u Spinosaurusa, Ouranosaurusa i drugih dinosaura s dugim bodljama na leđima, te bodlje bile relativno kraće i deblje od bodlji pelikosura (za koje se zna da su zaista imali jedra); umjesto toga, duge leđne bodlje su bile slične leđnim bodljama izumrlih vrsta s grbom, poput Megaceropsa i vrste Bison latifrons.

## Klasifikacija
| Baryonychinae | \| \| Baryonyx \| \| \| \| \| \| Cristatusaurus \| \| \| \| \| \| Suchomimus \| \| \| \| |
|               | \| \| Baryonyx \| \| \| \| \| \| Cristatusaurus \| \| \| \| \| \| Suchomimus \| \| \| \| |
|               | Baryonyx                                                                                 |
|               |                                                                                          |
|               | Cristatusaurus                                                                           |
|               |                                                                                          |
|               | Suchomimus                                                                               |
|               |                                                                                          |

|  | Baryonyx       |
|  |                |
|  | Cristatusaurus |
|  |                |
|  | Suchomimus     |
|  |                |

| Spinosaurinae | \| \| Irritator \| \| \| \| \| \| Angaturama \| \| \| \| \| \| ?Siamosaurus \| \| \| \| \| \| Spinosaurus \| \| \| \| |
|               | \| \| Irritator \| \| \| \| \| \| Angaturama \| \| \| \| \| \| ?Siamosaurus \| \| \| \| \| \| Spinosaurus \| \| \| \| |
|               | Irritator |
|               | |
|               | Angaturama |
|               | |
|               | ?Siamosaurus |
|               | |
|               | Spinosaurus |
|               | |

|  | Irritator    |
|  |              |
|  | Angaturama   |
|  |              |
|  | ?Siamosaurus |
|  |              |
|  | Spinosaurus  |
|  |              |

| Baryonychinae | \| \| Baryonyx \| \| \| \| \| \| Cristatusaurus \| \| \| \| \| \| Suchomimus \| \| \| \| |
|               | \| \| Baryonyx \| \| \| \| \| \| Cristatusaurus \| \| \| \| \| \| Suchomimus \| \| \| \| |
|               | Baryonyx                                                                                 |
|               |                                                                                          |
|               | Cristatusaurus                                                                           |
|               |                                                                                          |
|               | Suchomimus                                                                               |
|               |                                                                                          |

|  | Baryonyx       |
|  |                |
|  | Cristatusaurus |
|  |                |
|  | Suchomimus     |
|  |                |

| Spinosaurinae | \| \| Irritator \| \| \| \| \| \| Angaturama \| \| \| \| \| \| ?Siamosaurus \| \| \| \| \| \| Spinosaurus \| \| \| \| |
|               | \| \| Irritator \| \| \| \| \| \| Angaturama \| \| \| \| \| \| ?Siamosaurus \| \| \| \| \| \| Spinosaurus \| \| \| \| |
|               | Irritator |
|               | |
|               | Angaturama |
|               | |
|               | ?Siamosaurus |
|               | |
|               | Spinosaurus |
|               | |

|  | Irritator    |
|  |              |
|  | Angaturama   |
|  |              |
|  | ?Siamosaurus |
|  |              |
|  | Spinosaurus  |
|  |              |

Spinosaurus je dobio naziv po jednoj porodici dinosaura, Spinosauridae. Ostali pripadnici ove porodice su Baryonyx iz južne Engleske, Irritator i Angaturama (koja je vjerojatno sinonim za Irritator) iz Brazila, Suchomimus iz Nigera u centralnoj Africi i možda Siamosaurus, koji je ljudima poznat samo po nepotpunim ostacima s Tajlanda. Spinosaurus je najsrodniji s Irritatorom, koji kao i on ima nenazubljene, prave zube; njih dvojicu se svrstava u potporodicu Spinosaurinae.

## Otkriće i naziv

### Povijest
Prvi opisani ostaci Spinosaurusa bili su pronađeni u dolini Bahariya u Egiptu, 1912. godine. Naziv im je 1915. godine dao njemački paleontolog Ernst Stromer.
Dodatne nepotpune ostatke iz Bahariyae, uključujući i kralješke i kosti zadnjih udova, Stromer je 1934. godine opisao kao "Spinosaurus B". Stromer je smatrao da su dovoljno različiti da pripadaju drugoj vrsti i to je i potvrđeno; nakon još ekspedicija koje su pronašle više materijala, smatra se da pripadaju bilo Carcharodontosaurusu ili Sigilmassasaurusu. Neki fosili Spinosaurusa su se oštetili tijekom transportiranja do muzeja u Münchenu (Njemačka), a preostale kosti su bile potpuno izgubljene zbog bombrdiranja 1944. godine od strane Saveznika.
Imenovane su dvije vrste Spinosaurusa: Spinosaurus aegyptiacus ("Egipatski gušter s bodljama") i Spinosaurus maroccanus ("Marokanski gušter s bodljama"). S. maroccanusa je opisao Dale Russell 1996. godine kao novu vrstu na osnovu dužine vratnih kralježaka. Russell je tvrdio da je ratio dužine centruma (glavnog dijela kralješka) naprema visini zglobne facete bio 1,1 kod S. aegyptiacusa, a 1,5 kod S. maroccanusa. Kasnije su se autori odvojili u vezi ovoga. Neki autori naglasuju da dužina kralježaka može varirati među jedinkama, kao i da nije poznato koji su zapravo vratni kralješci pronađeni kod primjeraka S. maroccanusa; prema tome, ti autori smatraju da je S. maroccanus nomen dubium (upitan naziv). Za razliku od njih, drugi autori smatraju tu vrstu validnom.

### Primjerci
Opisano je šest glavnih nepotpunih primjeraka Spinosaurusa.
Ovaj primjerak, neodrasla jedinka, je bio uništen u Drugom svjetskom ratu, "tijekom noći 24/25 travnja 1944. godine dok su Britanci bombardirali München"; zgrada u kojoj su se fosili nalazili bila je jako oštećena. Međutim, ostali su detaljni crteži i opisi ovog primjerka. Materijal se sastojao od sljedećih (uglavnom nepotpunih) dijelova skeleta: lijevi i desni dio donje čeljusti i spleniali (malena kost koja postoji kod gmazova, vodozemaca i ptica) iz donje čeljusti, dugi 75 cm; prav dio gornje čeljusti koji je bio opisan, ali ne i nacrtan; 20 zuba; 2 vratna kralješka; 7 leđnih kralježaka; 3 križnična kralješka; 1 repni kralježak; 4 prsna rebra; gastralium. Od devet kralježnih bodlji čije dužine su date, najduža je bila duga 1,65 m.
Stromerovi sin je donirao njegove arhive Paläontologische Staatssammlung München 1995. godine, a Smith et al. je analizirao dvije fotografije holotipičnog primjerka Spinosaurusa (BSP 1912 VIII 19) koje je okrio u arhivama 2000. godine. Na osnovu fotografije donje čeljusti i fotografije cijelog postavljenog skeleta, Smith je zaključio da su Stromerovi crteži iz 1915. pomalo netočni. Godine 2003. Oliver Rauhut je predložio da je Stromerov holotip Spinosaurusa bio "himera", jer se sastojao od kralježaka nekog pripadnika porodice Carcharodontosauridae koji je bio sličan Acrocanthosaurusu i od donje čeljusti velikog teropoda sličnog Baryonyxu. This analysis was rejected in at least one subsequent paper.
NMC 50791, kralježak srednjeg dijela vrata, dug 19,5 cm iz Maroka, holotip Spinosaurus maroccanusa, kako ga je opisao Russel 1996. godine. Drugi primjerci koji su u istom članku pripojeni S. maroccanusu su bili još dva kralješka srednje dijela vrata (NMC 41768 i NMC 50790), prednji dio donje čeljusti (NMC 50832), ostatak srednjeg dijela donje čeljusti (NMC 50833) i prednji dio leđnih kralježaka (NMC 50813).
MNHN SAM 124, iz Alžira, je njuška koja se sastoji od jednog dijela premaxillae, jednog dijela maxillae, raonika i ostatka donje čeljusti. Opisali su ga Taquet i Russell 1998. godine, primjerak je širok 13,4 do 13,6 cm. Taquet i Russell su vjerovali da ovaj primjerak zajedno s dijelom premaxillae, dva vratna kralješka i jednim leđnim kralješkom, pripada vrsti S. maroccanus.
BM231 (u kolekciji Office National des Mines u Tunisu) su opisali Buffetaut i Ouaja 2002. godine.  Sastoji se od prednjeg dijela donje čeljusti, koji je dug 11,5 cm; pronađen je u formaciji Chenini. Ovaj primjerak je "izuzetno sličan" postojećem materijalu S. aegyptiacusa.
UCPC-2 (u paleontološkoj kolekciji Univerziteta u Chicagou) se sastoji uglavnom od dvije uske povezane nosne kosti, zajedno s kvrgom iz regiona između očiju. Ovaj primjerak, koji je dug 18 cm, je pronađen u Maroku 1996. godine i Cristiano Dal Sasso ga je 2005. godine opisao u znanstvenoj literaturi.
MSNM V4047 (u Prirodoslovnom muzeju u Milanu), kojeg je 2005. godine opisao Dal Sasso et al., sastoji se od njuške (premaxillae, nepotpune maxillae i nepotpunih nozdrva); dug je 98,8 cm. Proneđen je u Maroku.
Ostali poznati primjerci se sastoje uglavnom od vrlo nepotpunih ostataka i razbacanih zuba. U njih spadaju sljedeći:
- Kellner i Mader (1997.) su opisali dva zuba nekog spinosaurida iz Maroka (LINHM 001 i 002) koji su bili "vrlo slični" zubima holotipa vrste S. aegyptiacus.[22]
- Zubi iz formacije Chenini U Tunisu, koji su "uski, pomalo obli na presjeku i nedostaju im prednji i zadnji nazubljeni rubovi karakteristični za teropode", bili su pripojeni Spinosaurusu 2000. godine.[23]
- Zubi iz formacije Echkar u Nigeru bili su "probno" pripojeni Spinosaurusu 2007. godine.[24]
- Materijal koji možda pripada Spinosaurusu je bio zabilježen u Keniji.[25]
- Nepotpuni zub dug 8 cm koji je bio kupljen na šou trgovine fosilima, navodno iz Maroka; bio je pripojen vrsti Spinosaurus maroccanus. Ima 1-5 mm široke mikrostrukture, prema članku iz 2010. godine.[17]

## Paleoekologija
Stanište Spinosaurusa je samo djelomično istraženo i pokriva veliki dio današnje sjeverne Afrike. Jedno istraživanje Marokanskih fosila iz 1996. godine je pokazalo da su Spinosaurus, Carcharodontosaurus, i Deltadromeus "nastanjivali sjever Afrike tijekom perioda kasne krede." Oni Spinosaurusi koji su živjeli u današnjem Egiptu su vjerojatno nastanjivali obale rijeka i jezera i šume mangrova, zajedno s drugim dinosaurima grabežljivcima slične veličine, Bahariasaurusom (koji je možda sinonim za rod Deltadromeus) i Carcharodontosaurusom, sauropodima Paralititanom i Aegyptosaurusom, 10 metara dugim krokodilom Stomatosuchusom i ribom koštunjačom Mawsonia.

## Paleobiologija

### Funkcija jedra ili grbe
Funkcija jedra ili grbe ovog dinosaura je nepoznata; znanstvenici su postavili nekoliko hipoteza, koje su vezane za regulaciju toplote i za udvaranje. Uz to, takva istaknuta osobina na leđima ga je mogla učiniti većim nego što jeste i strašnijim za druge životinje.
Ta struktura je možda služila za termoregulaciju. Ako je u njoj bilo puno krvnih žila, Spinosaurus bi jedro mogao koristiti za upijanje toplote. U slučaju da je to točno, onda bi ta životinja vjerojatno bila samo djelomično toplokrvna u najboljem slučaju i vjerojatno bi živjela na mjestima gdje su noći bile prohladne i gdje nebo obično nije bilo oblačno. Smatra se da su Spinosaurus i Ouranosaurus živjeli u ranom obliku pustinje Sahare ili na njenim granicama, što bi moglo objasniti gore navedene pretpostavke. Moguće je i da je tu strukturu koristio za otpuštanje viška toplote, a ne za njeno skupljanje. Velike životinje zbog relativno malene površine tijela u odnosu na obujam imaju mnogo veće probleme kod gubljenja toplote nego kod njenog skupljanja. Jedra na leđima velikih dinosaura su mnogo doprinosila površini kože na njihovom tijelu s minimalnim povećanjem obujma. Nadalje, ako bi se jedro okrenulo od sunca, ili kad bi se postavilo pod kutom od 90 stupnjeva prema hladnom vjetru, životinja bi se vrlo efikasno ohladila na toploj klimi kredske Afrike. Međutim, Bailey (1997.) je smatrao da bi jedro prikupljalo više toplote nego što bi otpuštalo. On je umjesto toga predložio da su Spinosaurus i ostali dinosauri s izduženim kralješcima imali grbe ispunjene mašću za skladištenje energije, izolaciju i zaštitu od toplote.
Neobične strukture na tijelima današnjih životinja obično služe za privlačenje pripadnika drugog spola tijekom sezone parenja. Moguće je da su jedra ili grbe ovih dinosaura služile za udvaranje, slično kao paunov rep. Stromer je teoretizirao da su mužjaci i ženke možda imali jedra ili grbe različitih veličina.
Moguće je i da je jedro ili grba kombinirala ove funkcije; služila je kao regulator toplote, pomagala u udvaranju tijekom sezone parenja, služila za hlađenje i, ponekada, služila je za strašenje protivnika kada bi Spinosaurus bio ugrožen.

### Pozicija tijela
Iako se traditiconalno prikazivao kao dvonožac, već se od sedamdesetih godina 20. stoljeća predlaže da je barem neko vrijeme hodao na četiri noge. Ovo je poduprto otkrićem Baryonyxa, njegovog srodnika s robusnim rukama. Zbog mase grbe spunjene mašću na leđima Spinosaurusa (što je predložio Bailey 1997. godine), izgleda vrlo moguće da je on bio četveronožac, što je dovelo do novih rekonstrukcija njega kao takvog. Hipoteza da je Spinosaurus hodao na četiri noge je u zadnje vrijeme pala u nemilost, ali bi vjerojatno mogao čučnuti u četveronožnu poziciju.

### Ishrana
Nije poznato je li Spinosaurus bio većinom kopneni grabežljivac ili ribojed (na što ukazuju njegove izdužene čeljusti, kupasti zubi i visoko postavljene nosnice). Hipotezu da su spinosauridi bili specijalizirani ribojedi su već prije predložili A. J. Charig i A. C. Milner za Baryonyxa. To su predložili na osnovu anatomske sličnosti s krokodilima i prisutnosti ribljih krljušti (koje je stomačna kiselina izjela) u grudnom košu tipičnog primjerka Baryonyxa. Velike ribe su postojale u vrijeme kada su postojali i spinosauridi, uključujući i Mawsoniau, koja je sredinom krede nastanjivala sjever Afrike i Brazil. Jedini direktan dokaz o ishrani spinosaurida dolazi od europskih i južnoameričkih srodnika. Baryonyx je bio pronađen s ribljim krljuštima i s kostima mladog Iguanodona u stomaku; također je bio pronađen zub zabijen u kost jednog južnoameričkog pterosaura, što pokazuje da su ih često lovili. Spinosaurus je vjerojatno bio generaliziran i oportunistički grabežljivac, možda kredski ekvivalent grizlija; većinom je lovio ribu, ali je sigurno bio i strvinar i lovio maleni plijen i plijen srednje veličine.
Romainova Amiotova analiza izotopa iz 2010. godine je pokazala da omjer izotopa kisika u zubima spinosaurida (uključujući i zube Spinosaurusa) ukazuje na vodozemni način života. Omjer izotopa iz cakline zuba i iz drugih dijelova tijela Spinosaurusa (koji je bio pronađen u Maroku i Tunisu) i drugih spinosaurida poput Carcharodontosaurusa se nakon toga usporedio s izotopskim sastavom teropoda, kornjača i krokodila koji su živjeli u to vrijeme. Istraga je pokazala da su zubi Spinosaurusa iz pet od šest lokaliteta imali omjer izotopa kisika bliži onom kod kornjača i krokodila u odnosu na zube ostalih teropoda s istih lokacija. Autori su pretpostavili da je Spinosaurus živio i u vodi i na kopnu i za hranu se natjecao i s krokodilima i s drugim velikim teropodima.

## U popularnoj kulturi
Spinosaurus je imao istaknutu ulogu u filmu Jurski park 3 iz 2001. godine. Bio je prikazan kao veći i jači od tiranosaura: u jednoj sceni koja prikazuje borbu između ova dva grabežljivca, Spinosaurus izlazi kao pobjednik tako što tiranosauru ugrizom slomi vrat. U stvarnosti, takva borba se nikada nije mogla dogoditi s obzirom na to da su oni živjeli na različitim mjestima na Zemlji (tiranosaur u Sjevernoj Americi, Spinosaurus u sjevernoj Africi) i u različitim periodima (tiranosaur je živio u periodu kasne krede, a Spinosaurus u periodu rane krede). Spinosaurus je također bio prikazan i u videoigrama i kao figurica u vezi s Jurskim parkom.
Spinosaurus se već dugo prikazuje u popularnim knjigama o dinosaurima, iako je tek odnedavno bilo dovoljno informacija za njegov točan prikaz. Nakon jedne utjecajne rekonstrukcije skeleta koju su objavili Lapparent i Lavocat, prikazuje se većinom kao dvonožni teropod, s lubanjom sličnom lubanji ostalih teropoda, jedrom na leđima, pa čak i s četiri prsta na rukama.
Pored filmova, figurica, videoigara i knjiga, Spinosaurus je također prikazan:
- Na poštanskim markama, npr. iz Angole, Gambije i Tanzanije.[36][37]
- U televizijskim serijama za djecu poput serije Dinosaur Train (Voz dinosaura), sa "starim, mrzovoljnim" Spinosaurusom.[38]
- U dokumentarnim filmovima, poput epizode "Najveći dinosaur ubojica" iz dokumentarca Monsters Resurrected ("Uskrsla čudovišta"),[39] kojoj su također doprinijeli paleontolozi Thomas R. Holtz, Jr., Kenneth J. Lacovara,[40] i Lawrence M. Witmer.[41]

## Drugi projekti
|  | Zajednički poslužitelj ima još gradiva o temi Spinosaurusu |
|  | Wikivrste imaju podatke o taksonu Spinosaurusu             |